# Павел Ковачев (революционер)
Вижте пояснителната страница за други личности с името Павел Ковачев.
Павел Тенев Ковачев, наречен Странджа, е български учител и революционер, одрински деец на Вътрешната македоно-одринска революционна организация.

## Биография
Павел Ковачев е роден на 30 юни 1872 година в Мустафа паша в Османската империя в бедно семейство на налбантин. Завършва начално училище и втори прогимназиален клас в Мустафа паша и три години служи като помощник на един търговец, след което е ратай по нивите в родния си град и след това чирак при търговците Хаджибаневи в Харманли. Връща се в Свиленград и учителят му от началното училище Петър Митев го води при управляващия Одринската епархия епископ Синесий, който му дава екзархийска стипендия и Ковачев завършва трети прогимназиален клас в Одринската гимназия. Класен ръководител му е деецът на църковното движение Иван Ангелов, при когото завършва четвърти клас. Приет е с екзархийска стипендия в Солунската българска мъжка гимназия. В 1894 година завършва с шестия випуск педагогическите курсове на Солунската гимназия.
Поради арменските кланета са спрени стипендиите на ученици за чужбина и Ковачев една година следва педагогика в Йенския университет на свои разноски.
Връща се в Османската империя и работи като учител. В 1895 – 1898 година преподава педагогика в Скопското българско педагогическо училище. В Скопие се жени за Мария Свекярова от Велес. В Скопие влиза в конфликт с учители, дейци на ВМОРО, които пренебрегват образованието на учениците за сметка на революционната дейност.
От 1899 година преподава в Сярското българско педагогическо училище. През септември 1902 година по негово настояване е изпратен да учителства в
Одринската педагогическа гимназия.
В Одрин влиза във ВМОРО, заклет от Лазар Димитров, и докато е учител в Одрин от 1902 до 1903 година е касиер на Одринския окръжен комитет. През коледните празници е изпратен на обиколка в Лозенградския революционен район. В Лозенград се среща с войводата Лазар Маджаров, който заявява, че окръгът не е готов за въстание и като революционен дух. и като въоръжение. Такъв е и докладът на Ковачев. След залавянето на куриер на Организацията в Раклица и евакуацията на одринския комитет, Ковачев успява да опази 500-те лири и печата на Организация, които едва след края на учебната година пренася в България и предава на Васил Пасков.
В България първоначално се установява в Харманли, а след това в Бургас и по време на Илинденско-Преображенското въстание ръководи граничния революционен пункт в града. Изпраща до главния щаб в село Алан кайряк хора и оръжие. След разгрома на въстанието се грижи за спасилите се четници и бежанци. През февруари 1904 година е делегат на Варненския конгрес на Одринския революционен окръг на ВМОРО. При взетите мерки срещу Организацията в България, полицията го задължава в срок от 24 часа да напусне граничния район и да се установи минимум на 30 – 40 km от границата. Затова Ковачев заминава за София и предава документите на пунктов началник на централното ръководство.
През август 1904 година става учител и директор на петокласното Битолско българско девическо училище. В учебната 1905/1906 и 1906/1907 година е директор на Прилепското българско мъжко класно училище. В 1909 година става секретар и училищен инспектор на Струмишката митрополия.
След Младотурската революция в 1908 година става деец на Съюза на българските конституционни клубове и е избран за делегат на неговия Учредителен конгрес от Струмица.
В Струмица престоява две години, след което става секретар на училищната част при Лозенградското архиерейско наместничество. В 1912 и 1913 година продължава работа като епархийски училищен инспектор във Велешката митрополия и секретар на Одринската митрополия.
В Одрин го заварва Балканската война. Заминава за Пловдив, след това за София и в периода от 4 ноември 1913 година до 10 септември 1917 година работи три години като учител в непълната смесена гимназия в град Елена. След това се установява в освободения Скопие. Връща се в София, откъдето е изпратен за директор на Гюмюрджинската прогимназия от 31 август 1918 година. Остава в Гюмюрджина до предаването на Западна Тракия на Антантата в 1920 година, след което се установява в Кърджали, където от 31 август 1920 година започва работа като учител с временен едногодишен договор в новооткритата непьлна гимназия, а след превръщането на прогимназията в непълна гимназия, е назначен за неин първи директор.
След пенсионирането си работи в редица частни училища, като частните турски училища в село Енчец и село Зелениково. За педагогическата си дейност Павел Ковачев е награден от Министерството на народната просвета със златен медал.
В Кърджали в периода от 1920 до 1944 година Ковачев развива широка обществена дейност – председател е на местните клонове на културно-просветно дружество „Тракия“, на Съюза за закрила на децата, на Пчеларското дружество „Риган“. Развива и активна краеведска дейност. Влиза в рьководство на Тракийската организация, на читалището, на Популярната банка, на Съюза за закрила на децата, на Българския червен кръст, на Пчеларското дружество.
Умира в 1959 година в Кърджали.